# 폴루 (프로게이머)
폴루(본명: 오동규, 2006년 1월 7일 ~ )은 대한민국의 리그 오브 레전드 프로게이머이다. 아이디는 Pollu, 포지션은 서포터이다. 현재 OK저축은행 브리온에서 활동하고 있다.